# Champion (Nueva York)
Champion es un pueblo ubicado en el condado de Jefferson en el estado estadounidense de Nueva York. En el año 2000 tenía una población de 4.361 habitantes y una densidad poblacional de 38 personas por km².

## Geografía
Champion se encuentra ubicado en las coordenadas 43°58′20″N 75°40′34″O / 43.97222, -75.67611.

## Demografía
Según la Oficina del Censo en 2000 los ingresos medios por hogar en la localidad eran de $34,875, y los ingresos medios por familia eran $41,415. Los hombres tenían unos ingresos medios de $35,093 frente a los $21,386 para las mujeres. La renta per cápita para la localidad era de $15,951. Alrededor del 10.5% de la población estaban por debajo del umbral de pobreza.